# بند انداختن

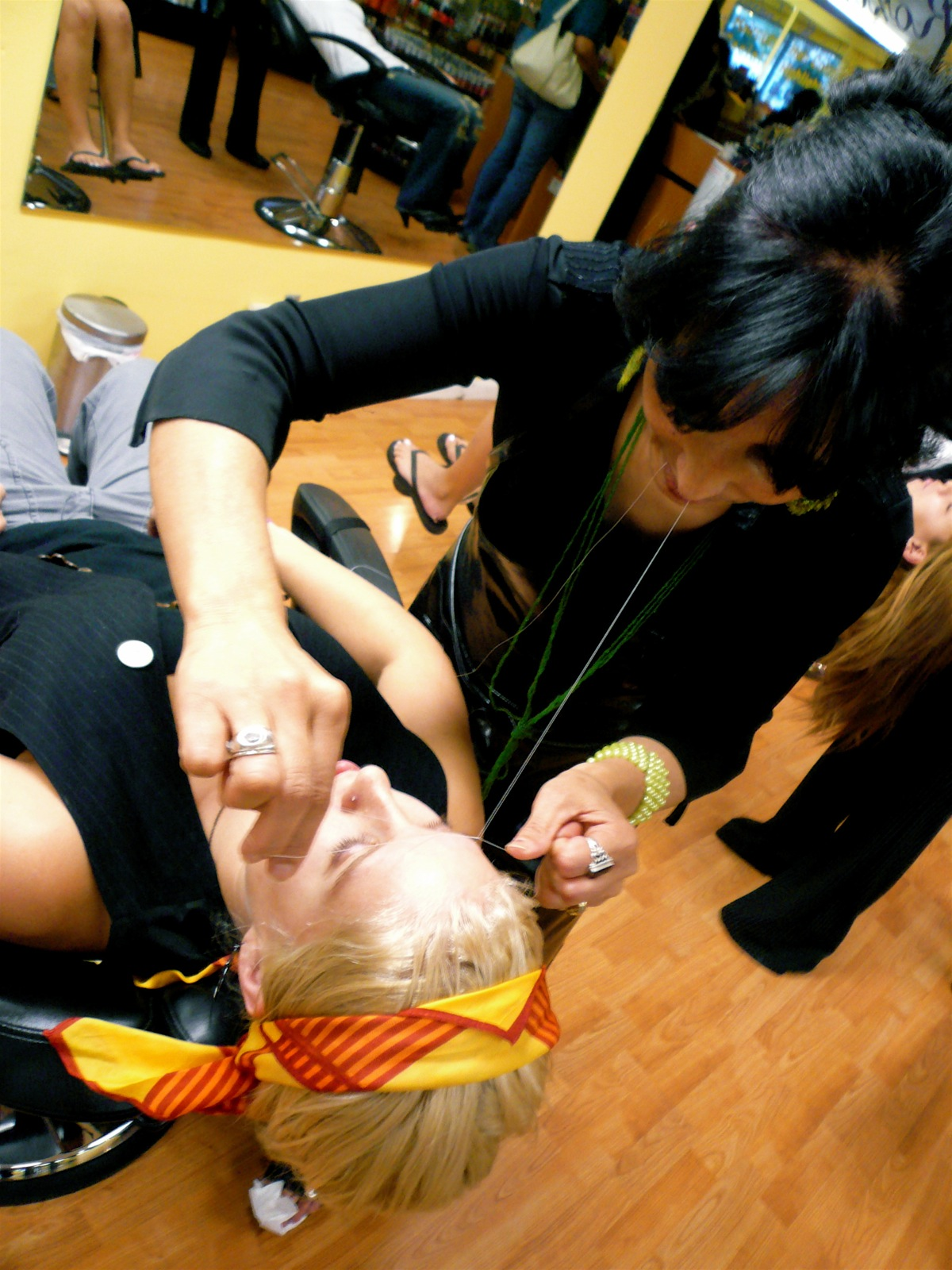
بند انداختن ابرو

بند انداختن روشی باستانی برای موزدایی است که در شرق ریشه دارد. این روش اخیراً در کشورهای غربی هم محبوب شده.

## ریشه
این روش در کشورهای عربی بسیار رایج است و در چین، ایران و هند نیز شناخته شده‌است.
در میان ایرانیان بند انداختن کل صورت رایج تر است.